# Австралийский пегий кулик-сорока
Австралийский пегий кулик-сорока (лат. Haematopus longirostris) — вид птиц семейства кулики-сороки (Haematopodidae).
Вид обитает вдоль всего морского побережья Австралии и Тасмании, южного побережья Новой Гвинеи, на островах Ару и Кай. Мировая популяция оценивается в 11 000 птиц, из которых около 10 000 живут в Австралии.
Тело длиной 45—50 см, размах крыльев 85—95 см, масса тела 650—750 г. Голова, шея, грудь, спина, крылья и хвост чёрные. Брюхо, подхвостье и перья на внутренней стороне крыльев белые. Длинный и крепкий клюв оранжевого цвета. Ноги розовые. Окологлазное кольцо оранжевое.
Обитает вдоль морского побережья на песчаных пляжах и скалистых берегах. Питается преимущественно двустворчатыми моллюсками, реже крабами и полихетами. Сезон размножения приходится на июнь-январь. Гнездо представляет собой неглубокое углубление в песке или среди морских водорослей, выброшенных на берег. Кладка состоит из двух яиц. Инкубация продолжается 26—29 дней. Молодые птицы могут летать через 49—56 дней.